# Casa de la moneda de Barcelona
La casa de la moneda de Barcelona, más conocida como la Seca era un establecimiento situada entre las calles de Flasaders, de la Seca y de las Moscas, al barrio de Barrio de La Ribera de la distrito de Ciudad Vieja de Barcelona, activa entre los años 1441 y 1868. Todavía se conserva el edificio llamado Casa de Moneda o la Seca.

## Historia
La existencia de la casa moneda de Barcelona viene de la más remota antigüedad, el nombre proveniente de la palabra hispanoárabe sekka, de (dâr as) säkka, que significa "(casa de) moneda" o más generalmente "lugar donde se fabrica moneda". En 1849 se comentaba:
"este establecimiento data del tiempo de la denominación de los árabes, puesto que el P. Guadix y otros autores antiguos tienen por árabe la voz Zeca y tampoco sería extraño que nos quedase de los árabes la denominación de la casa Moneda en su idioma, cuando se conservaron en Cataluña las marmudinas y los morabaliñes monedas propias de aquel pueblo."
El origen de este establecimiento se pierde en la oscuridad de los tiempos pues ya el Alfonso V de Aragón a 17 de julio de 1441, por real privilegio que se conserva en el Archivo General de la Corona de Aragón, concedió en enfiteusis a Leonardo de Sol ujier de S.M. e hijo de Jaime Sol, la Fábrica de moneda existente de tiempo antiguo e inmemorial en la casa que aquel poseía en la calle de las Moscas en la Ribera. Existían también casas de moneda en Madrid y en Sevilla.
Después de los Decretos de Nueva Planta la Casa de Moneda reduce su actividad, pero sigue activa. La casa de Moneda dejó de funcionar entre 1814 y 1822 y entre 1823 y 1837. Ese año, la Diputación Provincial la reactivó, hasta el año 1868 cuandó cerró definitivamente con el advenimiento de la Primera República.

### Monedas acuñadas
Algunas de las monedas que acuñó la fábrica de Barcelona fueron: Recaredo I; Wifredo II; D. Jaime I; D. Pedro III de Aragón; D. Alfonso III de Aragón; D. Jaime II; D. Alfonso IV (gruesos blancos); D. Pedro IV de Aragón; D. Juan I; D. Martin; D. Fernando I y D. Juan I de Castilla; D. Alfonso V; D. Juan II de Navarra; D. Fernando II; Doña Juana la Loca y D. Carlos de Castilla; D. Felipe II (primera moneda labrada en Barcelona que marcó el año de su acuñación: 1595); D. Felipe III y D. Felipe IV; D. Luis IV de Francia; D. Carlos II; D. Felipe V; D. Carlos III (1706); D. Luis I; D. Fernando VI; D. Carlos III (1759); D. Carlos IV (1789); medalla en memoria de la llegada a Barcelona de Carlos IV y María Luisa (1802); monedas provinciales de oro, plata y cobre, durante la invasión francesa (1808)...

## Maquinaria y funcionamiento
Las máquinas del servicio de esta casa de moneda fueron construidas en Barcelona. Esta casa tenía un departamento de maquinaria con su fragua, diferentes útiles de limar y taladrar, dos tornos, uno mayor movido por el vapor, etc. el cual con la ayuda de las acreditadas fundiciones de hierro de esta ciudad, fabricaba las máquinas necesarias y cuidaba de su conservación.
El servicio de esta casa se mantenía en 1849 con 9 empleados y 62 operarios incluidos los de maquinaria. Tenía diez cilindros o lamineras de los que cinco podían funcionar por medio de vapor y los cinco restantes a fuerza de hombres; siete cortadores; tres prensas monetarias para acuñar; tres volantes a la virola para idem, un volante antiguo para id., dos máquinas de cepillar, esto es para quitar metal a las piezas que pasan del peso y tres máquinas de acordonar. Si hubieran estado en acción las cuatro máquinas de acuñar solamente, rendirían en las diez horas de trabajo diario sobre 46.000 piezas, esto es 19 o 20 piezas por minuto. Mucha parte de estas máquinas se llevaron a Madrid.